# Lernanist
Lernanist là một đô thị thuộc tỉnh Kotayk, Armenia. Dân số ước tính năm 2011 là 3166 người.